# Linia kolejowa Wołchow – Łodiejnoje Pole
Linia kolejowa Wołchow – Łodiejnoje Pole – linia kolejowa w Rosji łącząca stację Wołchowstroj II ze stacją Łodiejnoje Pole. Fragment linii Wołchow - Murmańsk. Zarządzana jest przez region wołchowstrojewski Kolei Październikowej (części Kolei Rosyjskich). 
Linia położona jest w obwodzie leningradzkim. Przebiega wzdłuż wschodnich wybrzeży jeziora Ładoga. Na całej długości jest zelektryfikowana i dwutorowa.

## Historia
Plany wybudowania linii kolejowej na Murmań były przedstawiane w XIX w., jednak nie uzyskały wówczas akceptacji w kręgach rządowych.
Linia powstała podczas I wojny światowej, jako część murmańskiej drogi żelaznej. Jej budowa podyktowana była względami strategicznymi. Miała ona zapewnić kolejowe połączenie z portami Morza Barentsa i Morza Białego, które w przeciwieństwie do portów Morza Bałtyckiego i Morza Czarnego, nie były narażone na ataki państw centralnych, z którymi Rosja prowadziła wówczas wojnę. Linia początkowo leżała w Imperium Rosyjskim, następnie w Związku Sowieckim. Od 1991 znajduje się w granicach Rosji.